# Coast (Kenia)
Die Coast Province (Küstenprovinz) war eine Provinz Kenias. Sie lag entlang der Küste des Landes am Indischen Ozean. Ihre Hauptstadt war Mombasa.
Die Provinz hatte eine Fläche von 84.113 km², auf der etwa 3.035.000 Einwohner lebten. Die Bewohner gehörten zu den Mijikenda, Swahili und vielen anderen Ethnien.
Weitere wichtige Städte waren Diani im Süden, Malindi, Watamu und Lamu im Norden. Diani ist ein Touristenzentrum mit Sandstränden und Palmen. Watamu ist eine kleine Fischergemeinde und ist der erste Meernationalpark in Ostafrika.
In der Provinz gab es viele archäologische Ausgrabungsstätten, wie zum Beispiel Kwale, Jumba la Mtwana, Takwa, Ungwana, Shanga und die Ruinen in Gedi.
Im Rahmen der Verfassung von 2010 wurden die kenianischen Provinzen aufgelöst. Auf dem Gebiet der Provinz Coast befinden sich heute die Countys Kilifi, Kwale, Lamu, Taita-Taveta und Tana River.

## Verwaltungsgliederung
| County       | Hauptstadt |
| ------------ | ---------- |
| Kilifi       | Kilifi     |
| Kwale        | Kwale      |
| Lamu         | Lamu       |
| Mombasa      | Mombasa    |
| Taita-Taveta | Wundanyi   |
| Tana River   | Hola       |

## Tana-Konflikt
Bei einem Racheangriff auf das Dorf Kibusu am 10. Januar 2013 wurden in der Coast Provinz zehn Menschen ermordet. Fünf der erschossenen und erstochenen Opfer waren Kinder, zwei Erwachsene wurden zudem bei dem Angriff schwer verletzt. Alle Opfer wiesen Schusswunden, Schnitte von Macheten und Verbrennungen auf. Der Angriff galt der Volksgruppe der Pokomo, die am 9. Januar 2013 ein Attentat auf das Dorf Nduru mit neun Toten verübte.